# Кароліна Видра
Кароліна Видра (англ. Karolina Wydra) — польсько-американська акторка і модель. Насамперед відома завдяки ролям Домініки Петрової в серіалі «Доктор Хаус» та вампіра Вайолет Мазурскі в фентезійному серіалі «Справжня кров». Також з'явилася у таких фільмах як «Після» та «Європа» (2013). Крім того, зіграла детектива Діанну Кубек у кримінальному драматичному серіалі «Зле місто» та Ізель в серіалі «Агенти Щ.И.Т.».

## Біографія
Кароліна Видра народилася 5 березня 1981 року в місті Ополе, Польща, і мала рідкісний вроджений дефект лівого ока під назвою колобома.
Її мама працювала як вчителька математики, а тато — викладач мистецтв. 1992 року вся сім'я переїхала в округ Оріндж, Каліфорнія, де її батьки заснували клінінгову компанію. 2012 року її батьки розлучилися, а мати повернулася до Польщі.

## Кар'єра
У жовтні 1997 року Видра виграла модельний конкурс під назвою «Elite Lee Jeans Model Look», ведучими якого стали Рошумба Вільямс і Доріан Ґреґорі. Після цієї події вона знялася в рекламі таких брендів, як «Armani Exchange», «Levi's Red», «Calvin Klein», «Smashbox Cosmetics», «Dooney & Bourke», «Charles David», «Urban Decay», «John Frieda» і «Kenneth Cole». Видра також з'явилася як модель на обкладинці німецького журналу «Elle» і австралійського «Oyster».
2006 року Видра знялася в рекламі «Nespresso» разом з Джорджем Клуні. 2008 року з'явилася в комедійній драмі «Перемотка», режисера Мішеля Гондрі, і в спортивному фільмі «Цукор» режисерів Анни Боден і Райана Флека. 2011 року знялася в романтичній комедії «Це безглузде кохання», зігравши там Джордін. У 2011—2012 роках з'явилася в сьомому і восьмому сезонах серіалу «Доктор Хаус», де зіграла Домініку Петрову, яка виходить заміж за доктора Хауса, щоб отримати грін-карту. Видра також виконала головну роль у фентезі-трилері «Після» (2012), в якому також знявся Стівен Стрейт. Наступного року зіграла головну роль Каті Петровни у науково-фантастичному фільмі «Європа». У березні 2013 року долучилася до акторського складу першого епізоду американської версії британського драматичного серіалу «Погані дівчата».
2013 року знялася в рекламі Honda Acura ZDX. Того ж року приєдналася до акторського складу телесеріалу HBO «Справжня кров», у якому зіграла Вайолет Мазурскі, вампіра, яка стає дівчиною Джейсона Стекгауса. У шостому сезоні вона виконувала періодичну роль, але в сьомому сезоні перейшла до головного акторського складу. 2014 року виконала роль Мари Пакстон у п'ятому сезоні серіалу «Правосуддя » та зіграла роль агента Сімони Тейлор в одному з епізодів серіалу «Скорпіон». Пізніше вона зіграла разом з Аароном Екгартом у фільмі жахів «Інкарнація», режисера Бреда Пейтона. 2015 року з'явилася в кримінальному серіалі «Зле місто» як детектив Дайан Кубек, яка під прикриттям працює барменом і торгує наркотиками на Сансет Стріп.
У квітні 2016 року стало відомо, що Видра з'явиться в новому сезоні «Твін Пікс: Повернення» на телеканалі «Showtime». У серпні 2016 року отримала роль у серіалі «Підлий Піт», а 2019 року з'явилася у шостому сезоні серіалу «Агенти Щ.И.Т.», у якому зігрла Ізель.

## Особисте життя
Нині живе у Лос-Анджелесі.
У неї є старший брат, який працює бухгалтером і живе в Лондоні.

## Фільмографія
| Рік  | Назва (укр.)         | Назва (англ.)       | Роль              |
| ---- | -------------------- | ------------------- | ----------------- |
| 2008 | Перемотка            | Be Kind Rewind      | Ґабріель Боченскі |
| 2008 | Цукор                | Sugar               | Ракель            |
| 2011 | Це безглузде кохання | Crazy, Stupid, Love | Джордін           |
| 2012 | Після                | After               | Ана               |
| 2012 | Юджин                | Eugene              | Еліс              |
| 2013 | Європа               | Europa Report       | Катя петровна     |
| 2016 | Інкарнація           | Incarnate           | Анна Ембер        |
| 2019 | Розплата             | A Score to Settle   | Симона            |

| Рік     | Назва (укр.)                     | Назва (англ.)                | Роль                  | Примітка                             |
| ------- | -------------------------------- | ---------------------------- | --------------------- | ------------------------------------ |
| 2008    | Закон і порядок: Злочинні наміри | Law & Order: Criminal Intent | Крістіна              | епізод «Ten Count»                   |
| 2011-12 |                                  | House                        | Домініка Петрова      | повторювана роль                     |
| 2012    | Погані дівчатка                  | Bad Girls                    | Келлі                 | пілотна серія                        |
| 2013-14 | Справжня кров                    | True Blood                   | Віолет Мацурскі       | головна роль                         |
| 2014    | правосуддя                       | Justified                    | Мара Пакстон          | повторювана роль                     |
| 2014    | Скорпіон                         | Scorpion                     | агентка Симона Тейлор | епізод «Revenge»                     |
| 2015    | Зле місто                        | Wicked City                  | Діана Кубек           | головна роль                         |
| 2017    | Підступний Піт                   | Sneaky Pete                  | Кароліна              | повторювана роль                     |
| 2017    | Квантико                         | Quantico                     | Саша Барінов          | повторювана роль                     |
| 2017    | Твін Пікс: Повернення            | Twin Peaks                   | Клої                  | епізод «Part 9»                      |
| 2017    | МакГайвер                        | MacGyver                     | Вера Казакова         | епізод «Roulette Wheel + Wire»       |
| 2019    | Агенти Щ.И.Т.                    | Agents of S.H.I.E.L.D.       | Ізель                 | повторювана роль, 6 зеон, 7 епізодів |